# American League West
La American League West è una delle sei division della Major League Baseball (una division East, Central e West per ognuna delle due leghe). Questa division fu creata nel 1969 e partire dalla stagione 2013 conta cinque squadre, dopo averne avute quattro dal 1994 al 2012 e sette prima del riallineamento del 1994. Anche se attualmente le squadre appartengono tutte alla costa ovest e al Texas, la division ha avuto anche squadre a est sino a Chicago. Nel 2013, gli Houston Astros sono passati dalla National League Central alla AL West. Gli ultimi vincitori della division sono stati gli Houston Astros nel 2017.

## Membri

### Membri attuali
- Houston Astros - Unitisi nel 2013; in precedenza nella NL West (1969-1993) e nella NL Central (1994-2012)
- Los Angeles Angels – Membro fondatore (come California Angels)
- Oakland Athletics – Membro fondatore
- Seattle Mariners – Unitisi nel 1977 come expansion team
- Texas Rangers – Unitisi nel 1972; in precedenza nella AL East (come Washington Senators)

### Membri precedenti
- Chicago White Sox – Membro fondatore; trasferiti nella AL Central nel 1994
- Kansas City Royals – Membro fondatore; trasferiti nella AL Central nel 1994
- Minnesota Twins – Membro fondatore; trasferiti nella AL Central nel 1994
- Milwaukee Brewers – Membro fondatore (come Seattle Pilots); trasferiti nella AL East nel 1972, poi nella AL Central in 1994. Trasferiti infine nella NL Central nel 1998.